# 3. szimfónia (Brahms)
Johannes Brahms 3., F-dúr szimfóniáját (op. 90.) 1883-ban írta. Bemutatója az év végén volt Bécsben, Richter János vezényletével.

## A mű születése
Brahms a 3. szimfóniát 1883 nyarán írta Wiesbadenben, közel hat évvel azután, hogy befejezte 2. szimfóniáját. Ötvenéves volt, túl számos jelentős művén, elismert, tekintélyes zeneszerzőnek számított. A bemutató 1883. december 2-án volt Bécsben, a Bécsi Filharmonikusokat Richter János vezényelte. Érdekesség, hogy – bár Richard Wagner már meghalt az év elején – a Brahms–Wagner ellentét még élt, és a Wagner-hívők igyekeztek a premiert megzavarni. A zeneértő publikum azonban szívesen fogadta a kompozíciót, Brahms barátja, Eduard Hanslick zenekritikus a legtökéletesebb Brahms-szimfóniának tartotta.

## A zene
A 3. szimfónia különös szépségű, a heroikus jelleg mellett lírai, egyben rejtélyes zenemű. Nem véletlen, hogy interpretációi közül a nagy karmesterek értelmezése gyakran erőteljesen eltér egymástól. Az eltérő megítélés már a saját korában is érezhető volt. Az ősbemutató karmestere, Richter János például Beethoven Eroica szimfóniájához érezte hasonlónak, Joachim József ezzel szemben – és némiképp meglepő módon – programzenei jelleget fedezett fel a műben. A program érzékelése Brahms szimfóniájában azért meglepő, mert Brahms éles ellentétben állt az ilyen zeneműveket komponáló zeneszerzők, például Liszt és Berlioz, vagy akár Wagner elképzeléseivel. Pedig a 3. szimfónia bizonyos értelemben valóban emlékeztet a Fantasztikus szimfónia megoldására. Ott a főtéma, egy rövidke zenei gondolat, a szimfónia minden tételében visszatér – minden alkalommal más és más hangulattal. Brahms szimfóniájában a kezdőmotívum feltűnik a középső tételekben, majd az első tétel főtémájával együtt – megváltozott arculattal – a szimfónia végén is visszatér. A kompozíció érdekes sajátossága a hangnem kérdése: „papíron” dúr hangnemű, összhatásában mégis moll jellegű, mert több és súlyosabb benne a moll karakter. Az első tétel például F-dúr alaphangnemű ugyan, de a dúr főtémát szinte végig moll kisterc ellenpontozza. A második tétel A-dúr melléktémája a feldolgozásban moll dallammá válik. A harmadik tétel eleve moll alaphangnemű, a negyedik is moll témával kezdődik. További érdekesség, hogy voltaképpen a szimfónia valamennyi tétele halkan fejeződik be, ami a lírai jelleget hangsúlyozza, és a romantika korában egyedülálló megoldásnak számít.
Brahms ebben a szimfóniában is ragaszkodott a klasszikus formákhoz, műve négytételes. A két szélső szabályos szonátaforma, bár a negyedikben a feldolgozási rész nem a szokásos helyen van; a második tétel variációs jellegű, a harmadik pedig triós háromtagú forma:
1. Allegro con brio (F-dúr) (13,5–14 perc)
2. Andante (C-dúr) (~9,5 perc)
3. Poco allegretto (c-moll) (~6,5 perc)
4. Allegro (f-moll/F-dúr) (~9 perc)

Brahms szimfóniája, elsősorban a harmadik tétel – talán a többféle értelmezési lehetőség, talán a rejtélyesség, vagy a gyönyörű dallamok okán – számos filmben kapott fontos szerepet. Ezek közül a legismertebb a Szereti ön Brahmsot? című, 1961-ben készült romantikus francia-amerikai filmdráma, de ilyen az 1946-os film noir, az Undercurrent, vagy a 2013-as Kill Your Darlings. Dallamait felhasználták a könnyűzenében is, például Frank Sinatra, Carlos Santana, vagy Serge Gainsbourg. Szerepet kap a Civilization IV számítógépes játékban is.

## Hangszerelés
A szimfónia előadói apparátusa: két fuvola, két oboa, két klarinét, két fagott, kontrafagott, négy kürt , két trombita, három harsona, üstdob és a vonós hangszerek.
Előadása – tempóválasztástól függően – 35–40 percet vesz igénybe.

## Hallgassuk meg!
|          |          |          |          |
| 1. tétel | 2. tétel | 3. tétel | 4. tétel |

## Fordítás
- Ez a szócikk részben vagy egészben  a   Symphony No. 3 (Brahms) című angol Wikipédia-szócikk ezen változatának fordításán alapul.  Az eredeti cikk szerkesztőit annak laptörténete sorolja fel. Ez a jelzés csupán a megfogalmazás eredetét és a szerzői jogokat jelzi, nem szolgál a cikkben szereplő információk forrásmegjelöléseként.